# Lindsey Van
Ne doit pas être confondu avec Lindsey Vonn.
Pour les articles homonymes, voir Van.
Lindsey Van, née le 27 novembre 1984 à Grosse Pointe, est une sauteuse à ski américaine, membre de l'équipe américaine féminine de saut à ski. Elle a notamment inauguré à 24 ans le palmarès des Championnats du monde du saut à ski féminin lors des mondiaux 2009 de Liberec (République tchèque) en devançant l'Allemande Ulrike Grässler et la Norvégienne Anette Sagen.

## Biographie
Prenant part à la Coupe continentale féminine de saut à ski depuis sa création en 2004, elle s'est affirmée comme l'une des meilleures sauteuses à ski des années 2000. Deux fois elle termine à la seconde place du classement général (en 2005 et 2006) et une fois à la 3e place (en 2007). Elle compte ainsi au total huit victoires dans cette compétition pour 38 podiums entre 2003 et 2009.
En 2009, elle s'inscrit dans l'histoire du saut à ski féminin en remportant les premiers Championnats du monde de saut à ski féminin qui se sont déroulés à Liberec devant l'Allemande Ulrike Grässler et la Norvégienne Anette Sagen. C'est la deuxième médaille américaine à l'occasion de mondiaux de saut à ski, la précédente médaille fut une médaille de bronze d'Anders Haugen lors des Jeux olympiques d'hiver de 1924 qui comptait également en tant que Championnats du monde, en revanche elle remporte bien le premier titre de champion du monde de l'histoire des États-Unis dans ce sport.

## Palmarès

### Jeux olympiques
| Épreuve / Édition | Sotchi 2014 |
| Saut à ski        | 15e         |

### Championnats du monde
| Épreuve / Édition | Liberec 2009 | Oslo 2011 | Val di Fiemme 2013 |
| Petit tremplin    | Or           | 34e       | 16e                |

### Coupe continentale
- Meilleur classement au général : 2e en 2005 et 2006.
- 44 podiums dont 8 victoires dans sa carrière[3].

### Coupe du monde
- 2 podiums en individuel dont une deuxième place.
- Meilleur classement général : 5e en 2012.

#### Classements généraux annuels
| Année | Rang |
| 2012  | 5e   |
| 2013  | 8e   |
| 2014  | 34e  |